# Donald J. Harris
Donald Jasper Harris (Saint Ann's Bay, 23 agosto 1938) è un economista giamaicano naturalizzato statunitense della Stanford University, noto per l'applicazione di idee post-keynesiane all'economia dello sviluppo. È il padre di Kamala Harris, ex senatrice statunitense della California e vicepresidente degli Stati Uniti, e di Maya Harris, avvocata e commentatrice politica.
Nel corso della sua carriera, Harris ha lavorato all'analisi economica e alla politica riguardante l'economia della Giamaica, il suo paese natale. Vi prestò servizio, in vari momenti, come consulente di politica economica per il governo della Giamaica e come consigliere economico dei successivi primi ministri.

## Infanzia ed educazione
Nato il 23 agosto 1938 a Brown's Town, St. Ann Parish, Giamaica, Donald J. Harris è figlio di Beryl Christie (Finnegan, attraverso il suo secondo marito) e Oscar Joseph Harris, che erano di origine afro-giamaicana. Da bambino, Harris imparò il catechismo, fu battezzato e confermato nella Chiesa anglicana, e servì come accolito. Secondo Harris, la costruzione della Chiesa anglicana locale è stata finanziata da Hamilton Brown, che Harris crede - in conformità con le dichiarazioni fatte da sua nonna - sia il suo antenato. È cresciuto nella zona di Orange Hill di Saint Ann Parish, vicino a Brown's Town. Harris ha ricevuto la sua prima educazione alla Titchfield High School.
Harris ha conseguito un Bachelor of Arts presso l'University College of the West Indies-University di Londra nel 1960 e un dottorato di ricerca presso l'Università della California, Berkeley nel 1966. La sua tesi di dottorato, Inflation, Capital Accumulation and Economic Growth: A Theoretical and Numerical Analysis, è stata supervisionata dall'econometrico Daniel McFadden

## Carriera
La filosofia economica di Harris era critica nei confronti dell'economia tradizionale e metteva in discussione le ipotesi ortodosse ed è stato descritto come "studioso marxista".
Harris è stato assistente professore all'Università dell'Illinois - Urbana-Champaign dal 1966 al 1967 e alla Northwestern University dal 1967 al 1968. Si trasferì all'Università del Wisconsin-Madison come professore associato nel 1968. Nel 1972, entrò a far parte della facoltà della Stanford University come professore di economia, e divenne il primo studioso nero a ottenere il mandato nel Dipartimento di Economia di Stanford. In varie occasioni è stato Professore invitato all'Università di Cambridge e alla Delhi School of Economics; e professore in visita presso l'Università di Yale . Ha fatto parte dei comitati editoriali del Journal of Economic Literature e di Social and Economic Studies. È un membro di lunga data dell'American Economic Association .
Harris ha diretto la Consortium Graduate School of Social Sciences presso l'Università delle Indie Occidentali nel 1986-1987, ed è stato uno studioso Fulbright in Brasile nel 1990 e nel 1991 e in Messico nel 1992. Nel 1998 si ritirò da Stanford, diventando professore emerito.
A Stanford, i dottorandi di Harris hanno incluso Steven Fazzari, professore di economia alla Washington University di St. Louis, e Robert A. Blecker, professore di economia all'American University di Washington, D.C. Ha contribuito a sviluppare il nuovo programma in Approcci alternativi all'analisi economica come campo di studio dei laureati. Per molti anni ha anche insegnato il corso universitario Teoria dello sviluppo capitalista. Si è ritirato anticipatamente da Stanford nel 1998 per perseguire il suo interesse nello sviluppo di politiche pubbliche per promuovere la crescita economica e promuovere l'equità sociale.

### Contributi all'analisi economica e alla politica
Le ricerche e le pubblicazioni di Harris si sono concentrate sull'esplorazione del processo di accumulazione di capitale e delle sue implicazioni per la crescita economica con l'obiettivo di dimostrare che la disuguaglianza economica e lo sviluppo disomogeneo sono proprietà inevitabili della crescita economica in un'economia di mercato. Da questo punto di vista, ha cercato di valutare le tradizioni di studi economici ereditati dagli economisti classici e da Karl Marx, nonché i contributi moderni mentre si impegnava in studi economici correlati sull'esperienza di vari paesi.
Si dice che Harris lavori nella tradizione dell'economia post-keynesiana. Ha riconosciuto le opere di Joan Robinson, Maurice Dobb, Piero Sraffa, Michal Kalecki, Karl Marx, John Maynard Keynes, Joseph Schumpeter e W. Arthur Lewis come varie influenze sul suo lavoro.
Uno dei contributi più importanti di Harris all'economia è il suo libro Capital Accumulation and Income Distribution. In questo lavoro, egli espone il modello lineare familiare di produzione e di cambio in cui i prezzi sono determinati come prezzi di produzione in modo classico, a determinate condizioni di distribuzione. Basa su questo quadro un'analisi della crescita che espone la possibilità di crisi economiche derivanti da varie fonti legate alla domanda di investimenti, alla determinazione dei salari, alla realizzazione del profitto e all'offerta di lavoro e, da questa prospettiva, offre una critica di approcci alternativi alla teoria della crescita.
Harris ha ipotizzato che la misura del valore del capitale, determinata dai prezzi di produzione dei beni strumentali prodotti sottostanti, non sia in generale inversamente correlata al tasso di profitto.
Uno dei principali obiettivi della sua successiva ricerca è il fenomeno dello "sviluppo disomogeneo", definito come "persistenti differenze nei livelli e nei tassi di sviluppo economico tra i diversi settori dell'economia".
Harris ha svolto ricerche sull'economia della Giamaica, presentando analisi e relazioni sulle condizioni strutturali, le prestazioni storiche e i problemi contemporanei dell'economia, oltre a sviluppare piani e politiche per promuovere la crescita economica e l'inclusione sociale. Risultati degni di nota di questo sforzo sono la politica industriale nazionale promulgata dal governo della Giamaica nel 1996 e la strategia di incentivo alla crescita del 2011

### Libri
Harris è autore della monografia economica, Capital Accumulation and Income Distribution, pubblicata nel 1978 dalla Stanford University Press.
Ha anche pubblicato diversi libri sull'economia della Giamaica, tra cui Jamaica's Export Economy: Towards a Strategy of Export-led Growth (Ian Randle Publishers, 1997) e A Growth-Inducement Strategy for Jamaica in the Short and Medium Term ( a cura di G. Hutchinson, Planning Institute of Jamaica, 2012).

## Vita privata
Harris arrivò all'Università della California, Berkeley, con una borsa di studio del governo coloniale giamaicano nell'autunno del 1961.
Più tardi, nell'autunno del 1962, parlò a una riunione dell'Afro American Association, un gruppo di studenti a Berkeley i cui membri avrebbero continuato a stabilire la disciplina dei Black Studies, proporre le vacanze di Kwanzaa e aiutare a formare il Black Panther Party .  Dopo il suo discorso, ha incontrato Shyamala Gopalan (1938-2009), una studentessa laureata in nutrizione ed endocrinologia dall'India al Cal Berkeley che era tra il pubblico.  Secondo Harris, "Abbiamo parlato allora, abbiamo continuato a parlare in una riunione successiva, e in un'altra, e un'altra ancora".  Nel luglio 1963 sposò Gopalan.
Harris e Gopalan ebbero due figli: Kamala Harris, vicepresidente degli Stati Uniti, e Maya Harris, avvocato e commentatore politico. La coppia ha divorziato nel dicembre 1971, quando Kamala aveva sette anni e Maya aveva quattro anni. I bambini hanno visitato la famiglia di Harris in Giamaica mentre crescevano.
Nei primi giorni del maggio 2015, Harris è diventato un cittadino statunitense naturalizzato.